# Delias aruna
The Golden Jezebel (Delias aruna) là một loài bướm thuộc họ Pieridae. Nó được tìm thấy ở Queensland, Irian Jaya, Maluku, Papua New Guinea and several surrounding islands.
Sải cánh dài 70 mm.
Ấu trùng ăn mistletoe species, especially Dendrophthoe glabrescens. They live and feed in a loose silken web.

## Phụ loài
- Delias aruna aruna (northern Moluccas, Waigeu, West Irian to northern New Guinea)
- Delias aruna irma Fruhstorfer, 1907 (Papua (Milne Bay))
- Delias aruna inferna Butler, 1871 (Cape York to Coen) -Orange Jezabel
- Delias aruna rona Rothschild, 1898 (Roon Island)
- Delias aruna seriata (Bacan)

## Hình ảnh

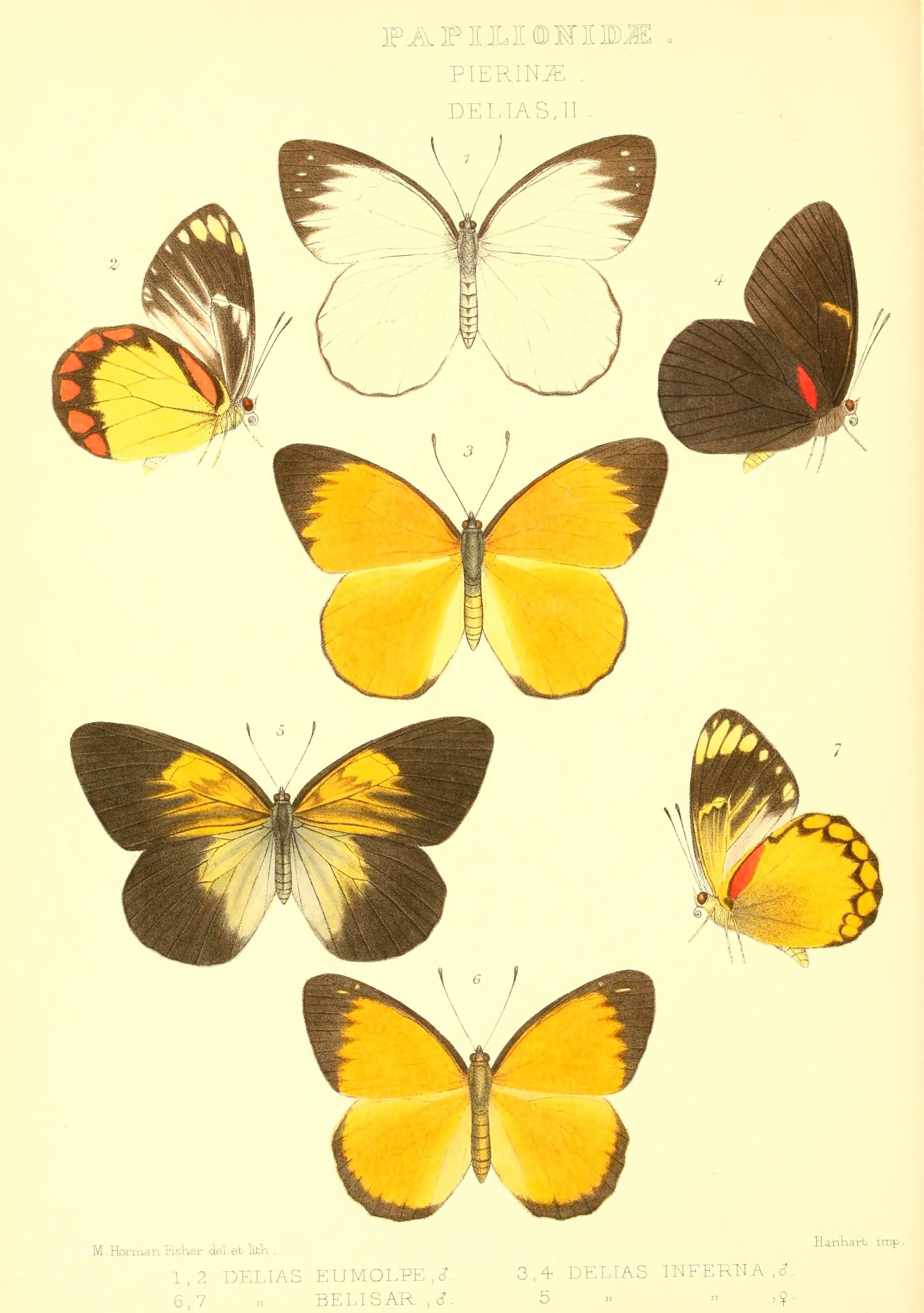
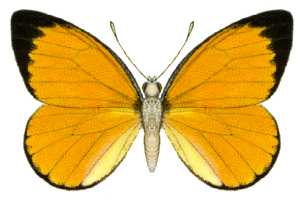